# Павликово (Гороховецкий район)
Павликово — деревня в Гороховецком районе Владимирской области России, входит в состав Фоминского сельского поселения.

## География
Деревня расположена на берегу реки Чуча в 23 км на восток от центра поселения села Фоминки и в 33 км на юг от Гороховца.

## История
В XIX — первой четверти XX века деревня входила в состав Фоминской волости Гороховецкого уезда, с 1926 года — в составе Муромского уезда. В 1859 году в деревне числилось 24 двора, в 1905 году — 81 двор, в 1926 году — 74 двора.
С 1929 года деревня являлась центром Павликовского сельсовета Фоминского района Горьковского края, с 1940 года — в составе Быкасовского сельсовета, с 1954 года — Рождественского сельсовета, с 1944 года — в составе Владимирской области, с 1959 года — в составе Гороховецкого района, с 2005 года — в составе Фоминского сельского поселения.

## Население
| 1859 | 1905 | 1926 | 2002 | 2010 | 2021 |
| ---- | ---- | ---- | ---- | ---- | ---- |
| 223  | ↗526 | ↘263 | ↘13  | →13  | ↘1   |